# Wimy
Wimy är en kommun i departementet Aisne i regionen Hauts-de-France i norra Frankrike. Kommunen ligger  i kantonen Hirson som ligger i arrondissementet Vervins. År 2022 hade Wimy 464 invånare.

## Befolkningsutveckling
Antalet invånare i kommunen Wimy
Referens: INSEE